# Giuseppina Strepponi
Giuseppina Strepponi, właśc. Clelia Maria Josepha Strepponi (ur. 8 września 1815 w Lodi, zm. 14 listopada 1897 w Sant’Agata di Villanova sull’Arda) – włoska śpiewaczka operowa, sopranistka, druga żona Giuseppe Verdiego.

## Życiorys
Debiutowała w roku 1834, by już rok później odnosić sukcesy w Trieście, a potem nie tylko w rodzinnych Włoszech (Wenecja, Florencja, Rzym), ale także na scenie Kärntnertorteater w Wiedniu. W 1839 roku przybyła do Mediolanu, gdzie związała się z Bartolomeem Merellim, ówczesnym dyrektorem La Scali. W tym samym roku poznała Giuseppe Verdiego, który wystawiał tu swoją pierwszą operę – Oberto, Conte di San Bonifacio; ułatwiła mu kontakty z dyrekcją i stała się jego pierwszą primadonną (Leonora). W 1840 roku zmarła pierwsza żona kompozytora, Margherita Barezzi. W tym samym czasie porażką zakończyło się wystawienie opery Verdiego Dzień panowania (Un giorno di regno, ossia il finto Stanislao). Mimo to Strepponi wzięła udział w premierze jego kolejnej opery – Nabuchodonozor; zaśpiewała partię Abigail. Opera odniosła tym razem olbrzymi sukces, a Va, pensiero (chór) stał się nieformalnym hymnem zjednoczenia Włoch.
W 1847 roku, podczas swojej podróży do Wielkiej Brytanii, Verdi odwiedził także Paryż i odnowił swoje kontakty ze śpiewaczką. Na jego prośbę zrezygnowała ona z dalszej kariery (1849), by związać się z kompozytorem na stałe. Giuseppina miała wówczas za sobą dwa związki, z Merellim i tenorem Napoleonem Morianim, i była matką dwojga dzieci. Verdi i Giuseppina małżeństwo zawarli 19 sierpnia 1859 w Collonges-sous-Salève pod Genewą. Ślubu udzielił im proboszcz Nôtre Dame z Genewy, ks. Gaspard Marmillot. Ich związek początkowo spotkał się z niezrozumieniem drobnomieszczańskich mieszkańców Busseto, skąd pochodził Verdi, ale okazał się silny i trwały – przetrwał prawie pół wieku. Kompozytor zwracał się do żony pieszczotliwym zdrobnieniem Peppina.
26 lutego 1901 odbyło się w Mediolanie uroczyste przeniesienie ciał Giuseppiny i Giuseppe Verdiego z cmentarza, na którym wcześniej spoczęli, do grobowca przygotowanego w kaplicy Casa di Riposo per Musicisti – domu spokojnej starości dla muzyków, ufundowanego przez kompozytora. W uroczystości wzięli udział członkowie włoskiej rodziny królewskiej oraz posłowie Włoch, Francji, Niemiec i Austrii. Wielki, liczący 900 członków, chór wykonał pod batutą Arturo Toscaniniego Va, pensiero z opery Nabucco – pieśń, która wpłynęła nie tylko na zjednoczenie Włoch, ale także na związek kompozytora i jego primadonny.